# متلازمة الأرنب
متلازمة الأرنب هي شكل نادر من التأثيرات الجانبية لأعراض خارج السبيل الهرمي للأدوية المضادة للذهان حيث تحدث رجفة في محيط الفم بمعدل 5 هيرتز. تتميز متلازمة الأرنب بحركات دقيقة لا إرادية للقم بمستوى عمودي دون أن يتضمن ذلك اللسان. تظهر هذه المتلازمة عادةً بعد سنوات من العلاج الدوائي وتكون أكثر ظهوراً في حالات العقاقير ذات الفعالية العالية كفلوفينازين وهالوبيريدول وبيموزايد. كما تحدث بنسب منخفضة مع عقاقير أريبيبرازول وأولانزابين وكلوزابين والجرعات القليلة من ريسبيريدون.
يمكن علاج متلازمة الأرنب بالأدوية المضادة بالكولين. وتختفي عادةً بعد بضعة أيام من العلاج لكنها قد تعاود الظهور بعد وقف العلاج المضاد للكولين. من طرق العلاج الأخرى تحويل علاج المريض إلى مضادات الذهان غير التقليدية التي تتميز بخصائص مضادة للكولين.